# Cliff Allison
Pour les articles homonymes, voir Allison.
Cliff Allison, né le 8 février 1932 à Brough under Stainmore et mort le 7 avril 2005, est un pilote automobile britannique. Il fut notamment pilote de Formule 1 entre 1958 et 1961 pour Lotus (1958) et Ferrari (1959 et 1960) ; en 1961, il court sur un châssis Lotus 18/21 pour une écurie privée, UDT-Laystall. En 18 Grands Prix, il monte une fois sur le podium en se classant deuxième en Argentine en 1960.
Toujours en Argentine en 1960, il remporte les 1 000 kilomètres de Buenos Aires avec Phil Hill.
Il fut victime de deux accidents graves, le second qui lui brisa les deux jambes mis un terme définitif à sa carrière.

## Résultats en championnat du monde de Formule 1
| Saison | Écurie                              | Châssis                  | Moteur                                | Pneus  | GP disputés | Points inscrits | Classement |
| ------ | ----------------------------------- | ------------------------ | ------------------------------------- | ------ | ----------- | --------------- | ---------- |
| 1958   | Team Lotus Scuderia Centro Sud (en) | Lotus 12 Maserati 250F   | Climax 4 en ligne Maserati 6 en ligne | Dunlop | 9           | 3               | 18e        |
| 1959   | Scuderia Ferrari                    | Ferrari D246 Ferrari 156 | Ferrari V6                            | Dunlop | 5           | 2               | 17e        |
| 1960   | Scuderia Ferrari                    | Ferrari D246             | Ferrari V6                            | Dunlop | 1           | 6               | 12e        |
| 1961   | UDT-Laystall Racing Team            | Lotus 18                 | Climax 4 en ligne                     | Dunlop | 1           | 0               | Nc.        |